# سليم دادة
سليم دادة ، من مواليد 7 مايو 1975 في الأغواط، ملحن جزائري وعالم موسيقى وقائد.
وهو أيضًا طبيب عام، مصمم ومخرج. رئيس المجلس الوطني للفنون والآداب بوزارة الثقافة الجزائرية في عام 2019 ، في 2 يناير 2020 ، تم تعيينه كاتبا للدولة مكلفا بالإنتاج الثقافي في حكومة جراد أول حكومة للرئيس تبون.

## دراسته
ملحن، عالم الموسيقى والموسيقي متعدد آلات العزف (الجيتار، الكويترا، العود، البزوق، القيثارة، الإيقاع، إلخ)، سالم دادة درس الطب أولاً وحصل على الدكتوراه الأولى من كلية الطب في الجزائر العاصمة عام 2005 بعد عشر سنوات من التعلم الفعال والتأليف الذاتي، يدرس الكتابة الموسيقية (الانسجام، النظير، التحليل) مع المنظر غولنارا بواكوب في المعهد الوطني للموسيقى في الجزائر والملحن جان لوك كوتشينسكي في مدرسة "Polyphonies " للكتابة عن بعد والتأليف الموسيقي في فرنسا (2002 - 2005)، القائد مع المايسترو غيدو ماريا غيدا (في المعهد) في كونسرفتوريو ستاتالي دي تورينو (2008 - 2010))، وعلم الموسيقى في جامعة باريس السوربون حيث حصل على درجة الماجستير ودرجة الماجستير في الموسيقى وعلم الموسيقى (2010 - 2012). منذ ذلك الحين، يقوم بإعداد أطروحة دكتوراه في علم الموسيقى عن «الأذان: الدعوة إلى الصلاة في الإسلام»، من إخراج فرانسوا بيكارد في جامعة باريس السوربون ومعهد البحوث في علم الموسيقى (CNRS ، BnF).

## الألحان
بين عامي 2006 و2009 ، كان سالم دادا أول ملحن في مقر الأوركسترا السمفونية الوطنية في الجزائر. خلال هذه الفترة، ابتكر سبعة أعمال سيمفونية جديدة حظيت باستقبال عام كبير:
- Fantaisie sur un air Andalou للناي والأوركسترا
- القصيدة السمفونية التذكارات التذكارية
- الرقصات السمفونية Lounga Nahawound
- Lounga Dil
- Bent Essahra

بعد إقامة إيطالية لمدة عامين، كان في باريس، ومنذ عام 2011، كان ملحنًا في أوركسترا ديفرتيمنتو السمفونية بقيادة زاهية زيواني. مع هذه الأوركسترا إيل دو فرانس خلق العديد من النقاط الجديدة:
- عفري
- Rhapsody African (بمناسبة أولمبياد لندن 2012)
- القصيدة السمفونية Tableaux d'une vie arabe11 (الحائز على SACEM Action Fund 2012)
- الافتتاح السمفوني Dzaïr (تم إنشاؤه في La Fête de l'Humanité 2013)
- رقصة Taous السمفونية لنيي والأوركسترا (2018).

سليم دادة يؤلف قصيدته السمفونية "صور لحياة عربية" ، باريس 2012

يعتبر سالم دادا من بين أكثر الملحنين العرب والمتوسطين غزارة، ويرتبط بـ SACEM13 و ONDA ولديه أكثر من 120 مؤلف (موسيقى سيمفونية وموسيقى الحجرة وتاخت عربي وغيتار وسولو وموسيقى للصور والموسيقى تعليمي، إلخ.) مُنحت وأدى ته العديد من الفرق الموسيقية والمجموعات الموسيقية في العديد من دول العالم (الجزائر، فرنسا، ألمانيا، إيطاليا، سوريا، مصر، هولندا، إسبانيا، الولايات المتحدة، الأرجنتين، بوليفيا، قطر، تونس، فلسطين، الأردن، لبنان، بلجيكا، البرتغال، المغرب، النمسا، الفاتيكان، الهند، بيرو، كولومبيا، والعديد من دول العالم).
بالإضافة إلى مؤلفاته الصوتية والفعالة، ألف سليم دادا مجموعة من الموسيقى التصويرية لعدة أفلام مهمة مثل:
- بن بولعاد (2008) للمخرج الجزائري أحمد رشدي.
- أوغسطينوس ابن دموعها (2016) للمخرج المصري سمير سيف.
- ابن باديس (2017) للمخرج السوري باسل الخطيب.
- باليه La flame du Sahara.
- الكوريغرافيا لفاطمة زهرة نعموس وأحمد خميس.
- إنشائه الباليه الوطني في عام 2016.

سالم دادا هو أول ملحن جزائري ومن بين العرب النادرين الذين ألفوا:
- وصله: وسيلة الأشواق (2006)، في 13 جزءًا، وتتراوح مدتها بين 65 و 70 دقيقة.
- أعمال سمفونية على الأشكال التقليدية مثل: ساماي، لونجا، سيرتو، نوبا، بدوية...: ساماي أشواق (2007)، لونغا نهاوند (2007)، لونجا ديل (2009)، سيرتو نيكريز فريدوم (2006)، الافتتاح السمفوني (2013)، والرقص السمفوني (Essahra (2008.
- الأرباع الرباعية:(2009) Fine dell'inizio ، المنمنمات الجزائريين (2010).
- دويتو الكمان: محادثات، 12 دويتو لاثنين من عازفي الكمان (2008-2009).
- يعمل مع harpsichord: في ذكرى Bach، Waves and Waterfalls، Sama'i for harpsichord (2010) 22
- العشرات من قطع الجيتار، الثنائي والموسيقى المنفردة مع الأوركسترا: تاريخ جبل أشجار الزيتون، غرناطة، هلالا، هدي أوستيناتو، سلام عليكم، يا قلبي، في طريق العودة، أغنية البحر الأبيض المتوسط.
- ملحن نشيد العمال الأفريقيين، أفريكانا، بثلاث لغات (الإنجليزية والفرنسية والعربية) على نص من تأليف عز الدين ميهوبي، عُرض أول عرض له في الجزائر في المؤتمر الحادي والأربعين للمنظمة. يونيون سينديكالي أفريكان، 27 سبتمبر 2018.

يعتبر سليم دادا فناناً سمفونيً يتقن فن الأوركسترا، وهو ملتزم بالثقافة الجزائرية بأبعادها الأوسع: الأمازيغية والعربية والإفريقية والمتوسطية والشرقية.
نجد هذه العناصر الإيقاعية والشرقية والجذرية في علاماته، وكذلك التقنيات الأخرى الغربية والمعاصرة، ويتم تعريف أقسامه على أنها عالمية وبالتالي تتجاوز الانقسامات بين الشرق والغرب والمعارك الإيديولوجية والمدرسية.
في 31 أكتوبر 2016، تم تكريم سليم دادا في دار الأوبرا المصرية من قبل المهرجان الخامس والعشرين ومؤتمر الموسيقى العربية على جميع أعماله ومساهمته في الموسيقى العربية المعاصرة 24.

## الشركاء الفنيين

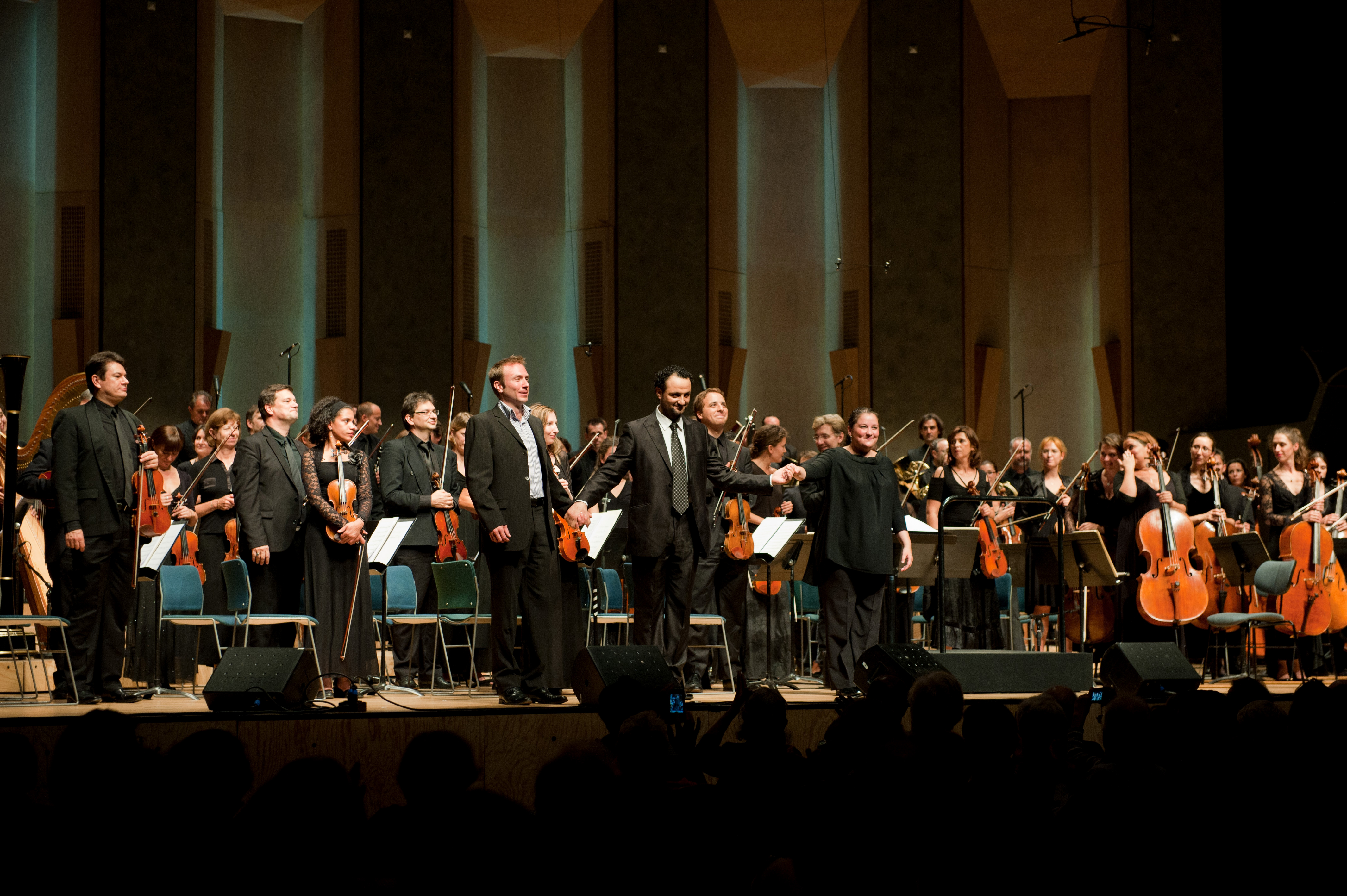
أوليفييه بينارد وسليم دادا وزاهية زيواني مع فرقة ديفيرمنتو السمفونية ، مقدمة عن مقدمة موسيقية مقدمة لكتاب توقف / طاولات من الحياة العربية ، سيتي دو لا موزيك ، باريس ، 11 سبتمبر 2012

تعاون سليم دادا مع العديد من الأوركسترا والمجموعات الموسيقية في جميع أنحاء العالم الذين قدموا أو سجلوا موسيقاه: الأوركسترا السمفونية الوطنية (الجزائر)، أوركسترا ديفيمنتيمو السمفونية (فرنسا)، الأوركسترا البلغارية السمفونية SIF - 309، قطر أوركسترا قطر السيمفونية، القاهرة أوركسترا، بونتو ريك أوركسترا (مؤلفة من موسيقيين من أوركسترا ناسيونال ديلا راي، أوركسترا ديل تياترو ريجيو دي تورينو وكامريستيلا ديلا سكالا دي ميلانو)، جوقة وأوركسترا سوربون يونيفرسيتيزز، أوركسترا فلسطين للشباب، أوركسترا الشباب العربي، أوركسترا الشباب العربي، أوركسترا الشباب العربي أوركسترا الشباب، أوركسترا المغتربين السوريين أوركسترا، أوركسترا دورشي ديل بيرنالدو، أوركسترا إنترناسيونال "Pequeñas Huellas" de niños para la page ، أوركسترا فيلما الموسيقي لبلدية فونتينبلو (فرنسا)، أوركسترا دي كامبرا تيراسا 48 (أوركسترا)، فرقة Conductus (أوركسترا القوس، إيطاليا)، عازفو بوهو (أوركسترا القوس، بلجيكا)، أوركسترا أوبرا الإسكندرية (مصر)، فرقة فيارو (الموسيقى المعاصرة، إيطاليا)، فرقة آرس لودي (إيقاع ثلاثي، إيطاليا)، كاليفاكس ريد كوينت (خماسي خشبي، هولندا)، إنسيمبل أبارت (أوركسترا شامبر، فرنسا)، Una e Cinque (الخماسي الصوتي، إيطاليا)، سياتل تشامبي بلايرز (الخشب / الرباعية الرباعية، الولايات المتحدة الأمريكية)، فرقة زينيا (الرباعية الآلية، إيطاليا)، إلخ.
قام العديد من الموصلات في جميع أنحاء العالم بتوجيه وتسجيل أعمال سالم دادا. من بينهم: هيكوتارو يازاكي (اليابان) وزاهية زيواني (فرنسا) وغيدو ماريا جويدا (إيطاليا) وناير ناجوي (مصر) وديان بافلوف (بلغاريا) وفابيو غوريان (إيطاليا) وديفيد راميل (بلجيكا) ومارسيلو فيرا (إيطاليا))، ماريلينا سولافاجيون (إيطاليا)، كورينا نيماير (ألمانيا)، والتر ل. ميك (ألمانيا)، أمين قويدر (الجزائر)، رشيد صولي (الجزائر)، نهل حلبي (سوريا)، سيان إدواردز (إنجلترا).
في عام 2010، أنشأ سليم دادا في تورينو مجموعته الرباعية «باخت دادا» المؤلفة من جياكومو أغازيني (كمان)، أمبرتو فانتيني (كمان)، ماوريتسيو ريديجوسو خاريتيان (فيولا) وكلوديا رافيتو (التشيلو). سيُنشئ معهم أوبيرات الرباعية الأولى: Fine dell’inizio و Miniatures Algeriens و 12 duos Conversations25.
سليم دادا هو أيضًا عضو مؤسس في «فرقة الشولوق» مع الموسيقيين الإيطاليين Calogero Giallanza (عليه) (المزامير) وأندريا Piccioni (عليه) (براميل الإطار والإيقاع)؛ الثلاثي الذي يعزف فيه على الجيتار والكويترا، يغني ويؤلف ويؤدي منذ 201326.
عمل العديد من العازفين المنفردين وغيرهم من الفنانين المشهورين عالميًا مع سالم دادا على مؤلفاته أو شاركوه في المسرح. نقتبس: كريمة الصقلي (الأغنية العربية)، ثيودوسي سباسوف (كافال)، سيبريان كاتساريس (بيانو)، سودي برايد (بيانو)، أنتونينو سيرينجو (بيانو)، تودور بيتروف (بيانو)، ماروان بن عبد الله (بيانو))، يوهان كاسار (السوبرانو)، سيرجيو بوتشيني (جيتار)، أوليفييه بيلموين (جيتار)، أنجيليكا موثس (هاربسيتشورد)، ماورو سكويلانتي (ماندولين)، محي آيدين لوكيلي (عود)، حلمي مهديبي (عود)، حلمي مهديبي (عود)، Afchain (ساكسفون)، Lyamine Hammar (nêy)، Michele Partipilo (duduk)، Marco Andrioletti (غناء)، Filippo Luna (ممثل)، Francesco Randazzo (ممثل وكاتب مسرحي)، Berkane Mekhademi (بالعربية كمان)، Assan M'baye (drum) صابر)، نيكولاس ديرولين (قرع شرقي)، سيمون بولفانو (قرع)، وغيرها الكثير.

## الأنشطة العلمية ومناصب المسؤولية
سليم دادا هو باحث في علم الموسيقى ومؤلف منتظم للمقالات العلمية، وفصول في الأعمال الجماعية والإشعارات الموسيقية. مجالات اهتمامه هي دراسة وتحليل الموسيقى الجزائرية، علم الأحياء في شمال إفريقيا، الإثنوغرافيا الموسيقية من الحقبة الاستعمارية، الدعوة إلى الصلاة والموسيقى الشعائرية في الإسلام، إيقاع، موسيقى من أذربيجان، مقطوعات للإيتار، إلخ. يتواصل ويكتب باللغة الفرنسية والعربية والإيطالية وشارك في العديد من البلدان والندوات والندوات الدولية في الجزائر وفرنسا وإيطاليا وسوريا ولبنان ومصر وتونس.
مدرس غيتار وموسيقى كلاسيكي منذ عام 1996. بعد رحلة أوروبية استغرقت عدة سنوات، عاد سليم دادا إلى الجزائر في أواخر عام 2014 وانضم إلى المركز الوطني للبحوث في عصور ما قبل التاريخ والأنثروبولوجيا والتاريخ (CNRPAH كعالم موسيقى) في الجزائر وفي عام 2015 ، أصبح رئيسًا لمختبر علم الأحياء في مركز الدراسات الأندلسية في تلمسان (ملحق CNRPAH). كما أنه يقدم دورات في الجيتار والتدريب الموسيقي والتحليل الموسيقي وإجراء الموسيقي في المدرسة العليا للكوبه والمعهد الوطني العالي للموسيقى في الجزائر والحرس الجمهوري الجزائري.
في عام 2018 ، عينه المكتب الوطني لحق المؤلف والحقوق المجاورة (ONDA) رئيسًا للجنة تحديد المصنفات الموسيقية.
في عام 2019 ، تم تعيينه رئيسًا للمجلس الوطني للفنون والآداب ، وهو مجلس استشاري يعمل مع وزارة الثقافة الجزائرية 27. وفي نفس العام، تم تعيينه كجهة تنسيق لليونسكو في الجزائر لاتفاقية عام 2005 من أجل «تطوير وتعزيز تنوع أشكال التعبير الثقافي». وهو مسؤول أيضًا عن كتابة التقرير الدوري الرباعي لعام 2020 للجزائر 28.
في 2 يناير 2020 ، تم تعيينهكاتبا للدولة مكلفا بالإنتاج الثقافي في الحكومة الجديدة للرئيس تبون برئاسة رئيس الوزراء عبد العزيز جراد.

## روابط خارجية
- سليم دادة على موقع IMDb (الإنجليزية)
- سليم دادة على موقع ميوزك برينز (الإنجليزية)